# 청주시장
청주시장(淸州市長)은 대한민국 충청북도 청주시의 행정을 총괄하는 기초자치단체장이다.

## 구 청주시장(1946~2014)

### 청주시장(1949. 8. 15.~2014. 6. 30.)
| 대수     | 시장   | 재임 기간             | 비고                  |
| -------- | ------ | --------------------- | --------------------- |
| 1        | 이규석 | 1949.8.15~1951.10.14  |                       |
| 2        | 이종대 | 1951.10.15~1956.8.14  |                       |
| 3        | 홍원길 | 1956.6.15~1957.11.19  |                       |
| 4        | 한정구 | 1957.11.20~1960.5.22  | 4대 청원군수          |
| 5        | 이종대 | 1960.5.23~1960.11.25  | 2대 청주시장          |
| 6        | 홍원길 | 1960.11.26~1961.6.9   | 3대 청주시장          |
| 7        | 김승우 | 1961.6.10~1961.9.26   |                       |
| 8        | 김사득 | 1961.9.27~1961.12.22  |                       |
| 9        | 김삼증 | 1961.12.23~1964.4.27  |                       |
| 10       | 이준영 | 1964.4.28~1971.8.9    |                       |
| 11       | 채동환 | 1971.8.10~1976.4.21   |                       |
| 12       | 류용기 | 1976.4.22~1978.7.31   |                       |
| 13       | 최태하 | 1978.8.1~1980.7.31    |                       |
| 14       | 권희탁 | 1980.8.1~1983.12.26   |                       |
| 15       | 지헌정 | 1983.12.27~1985.7.21  |                       |
| 16       | 김덕영 | 1985.7.22~1986.12.23  |                       |
| 17       | 홍순기 | 1986.12.24~1987.12.30 |                       |
| 18       | 김덕영 | 1987.12.31~1988.6.3   | 16대 청주시장         |
| 19       | 석영철 | 1988.6.4~1990.6.26    | 20대 충주시장         |
| 20       | 박찬무 | 1990.6.27~1992.1.3    |                       |
| 21       | 나기정 | 1992.1.4~1994.12.31   | 7대 태백시장          |
| 22       | 오병하 | 1995.1.1~1995.6.30    |                       |
| 23       | 김현수 | 1995.7.1~1998.3.6     | 민선1기               |
| 24       | 나기정 | 1998.7.1~2002.6.30    | 민선2기 21대 청주시장 |
| 25       | 한대수 | 2002.7.1~2006.3.7     | 민선3기               |
| 권한대행 | 연영석 | 2006.3.8~2006.6.30    | 민선3기               |
| 26       | 남상우 | 2006.7.1~2010.6.30    | 민선4기               |
| 27       | 한범덕 | 2010.7.1~2014.6.30    | 민선5기               |

## 구 청원군수(1945~2014)
| 선출 방식 | 대수   | 이름                            | 재임 기간                        |
| --------- | ------ | ------------------------------- | -------------------------------- |
| 관선      | 초대   | 손상현                          | 미상(광복 이후)                  |
| 관선      | 2대    | 이성직                          | 미상(광복 이후)                  |
| 관선      | 3대    | 곽의영                          | 미상(광복 이후)                  |
| 관선      | 4대    | 한정구                          | 1948년 5월 20일~1949년 6월 12일  |
| 관선      | 5대    | 윤갑                            | 1949년 6월 13일~1952년 11월 8일  |
| 관선      | 6대    | 서정국                          | 1952년 11월 13일~1956년 9월 20일 |
| 관선      | 7대    | 김용은                          | 1956년 9월 21일~1957년 12월 25일 |
| 관선      | 8대    | 서정국                          | 1957년 12월 26일~1960년 5월 12일 |
| 관선      | 9대    | 심정섭                          | 1960년 5월 13일~1960년 11월 23일 |
| 관선      | 10대   | 김문배                          | 1960년 11월 30일~1961년 6월 30일 |
| 관선      | 11대   | 조직상                          | 1961년 6월 30일~1961년 8월 30일  |
| 관선      | 12대   | 이학래                          | 1961년 2월 2일~1963년 1월 1일    |
| 관선      | 13대   | 김봉석                          | 1963년 1월 1일~1966년 5월 22일   |
| 관선      | 14대   | 이학래                          | 1966년 5월 23일~1968년 4월 30일  |
| 관선      | 15대   | 김증한                          | 1968년 5월 1일~1969년 5월 1일    |
| 관선      | 16대   | 정대용                          | 1969년 5월 25일~1970년 7월 27일  |
| 관선      | 17대   | 채동환                          | 1970년 7월 28일~1970년 11월 26일 |
| 관선      | 18대   | 정대용                          | 1970년 11월 28일~1971년 8월 20일 |
| 관선      | 19대   | 강태봉                          | 1971년 8월 21일~1973년 7월 27일  |
| 관선      | 20대   | 최태하                          | 1973년 8월 13일~1976년 4월 21일  |
| 관선      | 21대   | 안영국                          | 1976년 4월 22일~1980년 7월 17일  |
| 관선      | 22대   | 이상용                          | 1980년 7월 18일~1982년 9월 17일  |
| 관선      | 23대   | 신양호                          | 1982년 9월 18일~1985년 3월 10일  |
| 관선      | 24대   | 최종규                          | 1985년 3월 11일~1985년 8월 25일  |
| 관선      | 25대   | 이상범                          | 1985년 8월 26일~1986년 3월 7일   |
| 관선      | 26대   | 김종성                          | 1986년 3월 8일~1988년 6월 8일    |
| 관선      | 27대   | 김용덕                          | 1988년 6월 9일~1989년 12월 26일  |
| 관선      | 28대   | 이상범                          | 1989년 12월 27일~1991년 1월 13일 |
| 관선      | 29대   | 김낙현                          | 1991년 1월 14일~1991년 12월 29일 |
| 관선      | 30대   | 박정순                          | 1991년 12월 30일~1993년 1월 17일 |
| 관선      | 31대   | 오권영                          | 1993년 1월 18일~1995년 3월 27일  |
| 민선      |        |                                 |                                  |
| 32대      | 변종석 | 1995년 7월 1일~1998년 6월 30일  |                                  |
| 33대      | 변종석 | 1998년 7월 1일~2001년 8월 14일  |                                  |
| 34대      | 오효진 | 2002년 7월 1일~2006년 3월 27일  |                                  |
| 35대      | 김재욱 | 2006년 7월 1일~2009년 12월 10일 |                                  |
| 36대      | 이종윤 | 2010년 7월 1일~2014년 6월 30일  |                                  |

## 청주시장(2014~)
※2014년 7월 1일, 청주시·청원군이 통합하여 도농복합시 청주시로 출범하였다.
| 대수 | 성명   | 재임 기간                | 비고                                  |
| ---- | ------ | ------------------------ | ------------------------------------- |
| 1    | 이승훈 | 2014. 7. 1.~2017. 11. 9. | [ 6 ]                                 |
| 2    | 한범덕 | 2018. 7. 1.~2022. 6. 30. | 제27대 청주시장(2010. 7. 1.~2014. 6.) |
| 3    | 이범석 | 2022. 7. 1.~             | [ 8 ]                                 |

## 같이 보기
- 청주시장 선거